# Ланко
Ланко (исп. Lanco) — город в Чили. Административный центр одноимённой коммуны. Население — 7817 человек (2002). Город и коммуна входит в состав провинции Вальдивия и области Лос-Риос.
Территория коммуны — 532,4 км². Численность населения — 16 095 жителей (2007). Плотность населения — 30,23 чел./км².

## Расположение
Город расположен в 56 км на северо-восток от административного центра области города Вальдивия.
Коммуна граничит:
- на севере — c коммуной Лонкоче
- на юго-востоке — c коммуной Пангипульи
- на юге — c коммуной Мафиль
- на западе — c коммуной Марикина

## Демография
Согласно сведениям, собранным в ходе переписи Национальным институтом статистики, население коммуны составляет 16 095 человек, из которых 7863 мужчины и 8232 женщины.
Население коммуны составляет 4,31 % от общей численности населения области Лос-Риос. 32,58 % относится к сельскому населению и 67,42 % — городское население.

### Важнейшие населенные пункты коммуны
- Ланко (город) — 7817 жителей
- Малалуэ (поселок) — 2566 жителей